# Hernando’s Hideaway
Hernando’s Hideaway ist ein Tango, der von Richard Adler und Jerry Ross 1954 für das Musical The Pajama Game geschrieben wurde. In der ursprünglichen Version des Musicals und des Musicalfilms Picknick im Pyjama wurde das Lied von Carol Haney gesungen.
Das Lied wurde oft gecovert; eine erfolgreiche Version stammt von Archie Bleyer, der damit den zweiten Platz in den Billboard Hot 100 im Jahr 1954 erreichte. Eine Version der The Johnston Brothers erreichte Platz 1 in den englischen Charts. Der instrumentelle Part des Lieds wurde in dem Film Snatch – Schweine und Diamanten verwendet. Ella Fitzgerald nahm eine Liveversion des Stücks in der Carnegie Hall auf. Auch Alma Cogan sang das Lied.
Eine deutsche Version unter dem Titel Fernandos Cabaret mit einem Text von Klaus Günter Neumann wurde 1956 von Bruce Low gesungen. Außerdem sang auch Evelyn Künneke im selben Jahr eine deutsche Version, die die Top 10 der deutschen Single-Charts erreichte.
Die Melodie von Debelah Morgans Hit Dance with Me, Anfang 2001 ein Top-10-Hit in den USA, Großbritannien und Australien, basiert auf Hernando’s Hideaway.